# Генерализација
Генерализација је логичка операција којом се, на основу посматрања ограниченог броја чланова неке класе, долази до уопштене тврдње, појма или закључка који важи за све припаднике те класе.